# Sérine-glyoxylate transaminase
La sérine-glyoxylate transaminase (SGAT) est une transaminase qui catalyse la réaction :
L-sérine + glyoxylate  {\displaystyle \rightleftharpoons }  hydroxypyruvate + glycine.
Cette enzyme intervient notamment chez les plantes dans la photorespiration au sein des peroxysomes.